# 西南石油大学

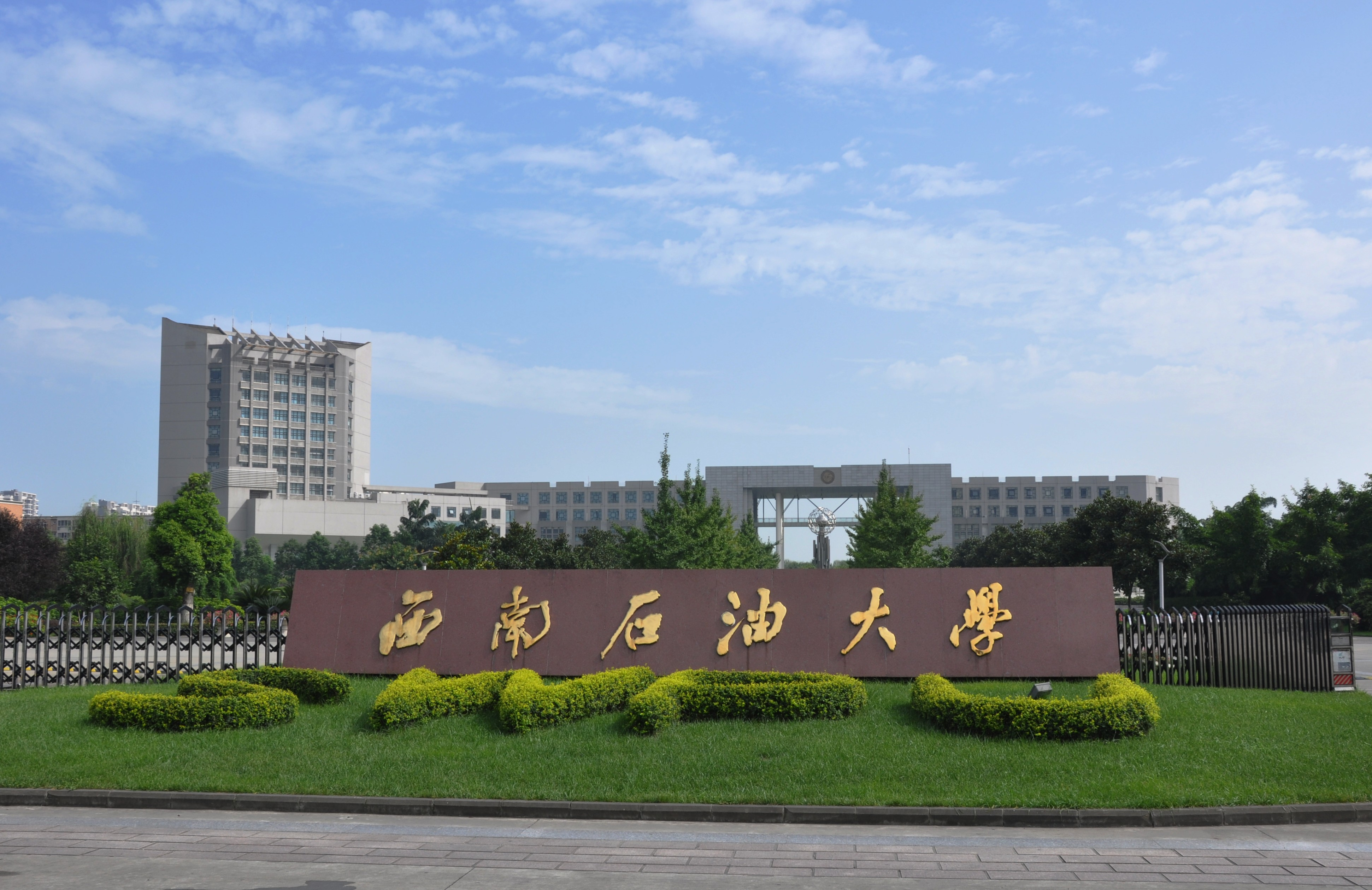
西南石油大学大门

西南石油大学（英語：Southwest Petroleum University，SWPU），简称西南石油，位于中华人民共和国四川省成都市和南充市，是中华人民共和国创建的第二所石油本科院校。西南石油大学始创于 1958 年成立的四川石油学院，2005 年 12 月更名为西南石油大学。
西南石油大学是国家建设高水平大学公派研究生项目实施高校、首批双一流高校、入选“111计划”，“中西部高校基础能力建设工程”高校、《国家中长期教育改革和发展规划纲要（2010-2020年）》提出的“特色重点学科项目”建设高校、设有研究生院、国家大学科技园、国家重点实验室和联合国援建的“中国石油天然气油井完井技术中心”的省部共建大学。
| 校区分布   | 截至 2025 年 6 月，学校设有成都、南充两个校区，共 3000 余亩。共设有成都和南充两校区，成都校区位于成都市新都区新都大道8号，南充校区位于南充市顺庆区油院路。 |
| 院系专业   | 学校设有 15 个教学学院（部）、1 个工程训练中心，本科具有招生资格专业 74 个，学科专业涵盖理学、工学、管理学、经济学、文学、法学、教育学、艺术学 8 个学科门类。 |
| 师资力量   | 学校师资力量雄厚，现有教职工 2769 人，有正高级专业技术职务人员 394 人，副高级专业技术职务人员 709 人。专任教师中包含中国工程院院士 1 人，德国工程院院士 1 人，中国两院院士增选有效候选人 3 人，国务院学位委员会学科评议组成员 2 人等众多优秀人才。                                          |
| 重点学科   | 学校有 1 个一级学科国家重点学科，涵盖 3 个二级学科国家重点学科，15 个省部级重点学科。石油与天然气工程一级学科在全国学科评估中被评为 A+，在 2020 年软科 “中国最好学科排名” 中，该学科排名全国第 4。此外，工程学、化学、材料学、地球科学、环境 / 生态学 5 个学科进入 ESI 排名世界前 1% 行列。 |
| 学位授权点 | 学校拥有一级学科博士学位授权点 7 个，二级学科博士学位授权点 37 个，一级学科硕士学位授权点 24 个，二级学科硕士学位授权点 95 个，自主设置能源类交叉学科博士学位授权点 2 个、硕士学位授权点 4 个，硕士专业学位授权类别 15 个，硕士专业学位领域 32 个。                                         |

## 历史
1958年，四川石油学院成立于四川省南充市，隶属于原中华人民共和国石油工业部，为加快开发四川石油天然气资源，为西南协作区发展石油天然气工业培养技术干部，国家决定成立第二所石油高校。8 月，石油工业部先期在成都招收 643 名首届学生，9 月 20 日，经国务院同意，正式批准成立四川石油学院，校址设在川中石油会战指挥部所在地南充市。
1962 年起，学校改由石油工业部领导，逐步发展成为中国石油工业重要的人才培养基地和科学研究基地西南石油大学。
1970 年 6 月，四川石油学院更名为西南石油学院，7 月下放给四川省革命委员会领导。1978 年 8 月，再改由石油工业部（后改制中国石油天然气总公司、中国石油天然气集团公司）领导。
1978 年开始招收硕士研究生。
1981 年成为全国首批硕士学位授权单位。
1986 年获得博士学位授予权。
1988 年，油气田开发工程（联合石油机械工程）成为首批国家重点学科。
1989 年，油气藏地质及开发工程国家重点实验室获批建设。
1990 年，联合国开发计划署援建中国的油井完井技术中心落户学校。
1991 年，学校获批设立博士后科研流动站。
2002年，学校主体搬迁到成都市新都区。
2004年四川省政法管理干部学院并入。
2005年，学校更名为西南石油大学。
2008年11月1日，中国石油天然气集团公司、中国石油化工集团公司、中国海洋石油总公司与四川省人民政府签署共建西南石油大学的协议。
2013年入选“国家中西部高校基础能力建设工程”，2017年9月，入选双一流世界一流学科建设高校。
2022 年 2 月，入选国家第二轮 “双一流” 建设高校及建设学科名单西南石油大学。

### 历史沿革
| 年代       | 名称         | 隶属                     |
| ---------- | ------------ | ------------------------ |
| 1958－1962 | 四川石油学院 | 四川省人民委员会         |
| 1962－1970 | 四川石油学院 | 中华人民共和国石油工业部 |
| 1970－1978 | 西南石油学院 | 四川省革命委员会         |
| 1978－1988 | 西南石油学院 | 中华人民共和国石油工业部 |
| 1988－1998 | 西南石油学院 | 中国石油天然气总公司     |
| 1998－2000 | 西南石油学院 | 中国石油天然气集团公司   |
| 2000－2005 | 西南石油学院 | 四川省人民政府           |
| 2005－现在 | 西南石油大学 | 四川省人民政府           |

## 校区和科系
学校共有两個校区，分別位于四川省成都市新都区新都大道8号以及南充市油院路30号的南充校区，校园总面积3000余亩。截止2020年6月10日，学校现有19个教学学院（部）、1个工程训练中心。现有全日制在校学生36942人（含非全日制统招硕士生），其中普通本科生30068人，统招硕士研究生5446人，博士研究生883人，学历外国留学生543人。另外有在职攻读硕士学位的研究生1400人。
南充校区：侧重基础教学和职业教育，现设有机电工程学院、新能源与材料学院、计算机与软件学院等 7 个教学单位，建有能源与化工、机械与材料、电子与信息等 5 大专业集群，形成了以工学为主，管理学等多学科协同发展的格局，招生专业有机械电子工程、焊接技术与工程、电子与计算机工程等 18 个本科专业西南石油大学。
新都校区：主校区，集中了学校的优势学科、重点实验室及行政中心，以石油与天然气工程、化学工程与技术等优势学科为主，涵盖了学校大部分的硕士、博士学位授权点，还设有石工院、地科院、化工院、计算机科学学院、机电院、电信院、土建院、法学院等多个学院。
学校1978年开始招收硕士研究生，1986年获得博士学位授予权，1988年油气田开发工程（联合石油机械工程）成为首批国家重点学科，1989年油气藏地质及开发工程国家重点实验室批准建设，1991年设立博士后科研流动站。

## 参看
- 中国大学列表
- 中华人民共和国国家重点实验室列表